# Olle Nyberg
Olov "Olle" Nyberg, född 1959 i Falun, är en svensk musiker (organist, pianist) och producent, han är numer bosatt på Sollerön. Under många år var han bosatt i Göteborg.
Olle Nyberg har bland annat spelat i proggbandet Motvind, tillsammans med Mats Ronander och på Ulf Lundells album Kär och galen, däribland på låten Öppna landskap. I 15 år spelade han tillsammans med Björn Afzelius, och kom bland annat att efter Afzelius död färdigställa Afzelius sista album Elsinore, han är även medlem i det återförenade Globetrotters. Är sedan 2016 medlem i Sven Ingvars.